# مبارزه جاش‌ها

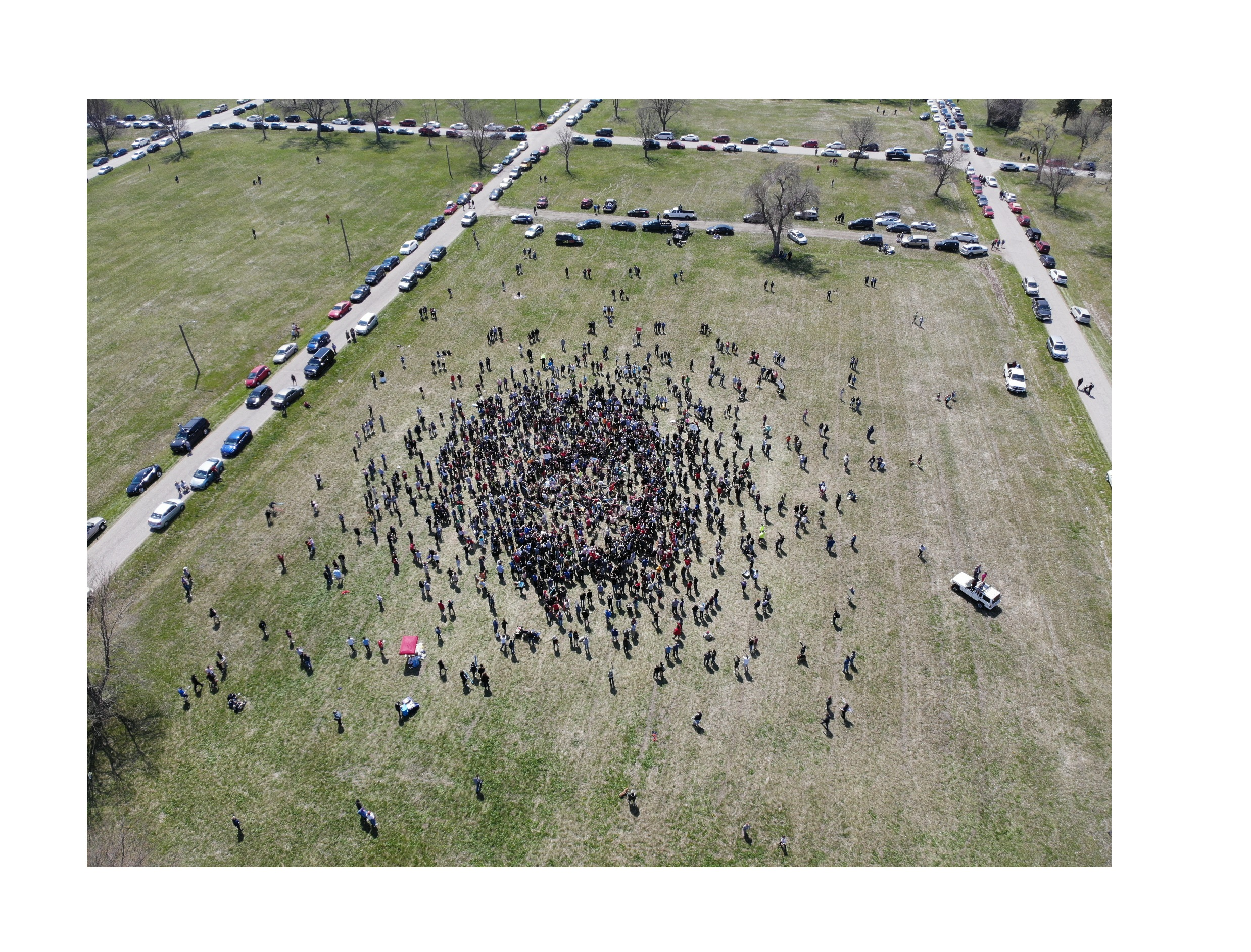
تصویری از گردهمایی. بیش از هزار نفر در این رویداد شرکت کردند

مبارزه جاش‌ها یک میم اینترنتی و پیکار آموزشی در ایر پارک لینکلن، نبراسکا در ۲۴ آوریل ۲۰۲۱ بود که توسط جاش سواین شکل گرفت. در سال ۲۰۲۰ یک گروه فیسبوکی توسط جاش سواین شکل گرفت. اعضا این گروه همگی جاش نام داشتند. سازنده گروه یک سال فرصت به اعضا داد که بعد از آن، در زمان و مکان مشخصی با هم مبارزه کنند (البته به صورت شوخی) قرار شد که برنده مبارزه اسم خود را نگه دارد و بازنده‌ها همگی نام خود را از جاش به اسمی دیگر تغییر دهند.
این رویداد، اگرچه در ابتدا به عنوان یک شوخی در نظر گرفته شده بود، اما نظر هزاران نفر را به خود جلب کرد. علی‌رغم عنوان (مبارزه)، دورهمی با روحیه‌ای ساده انجام شد و هیچ خشونت واقعی وجود نداشت. وال‌استریت جورنال نوشت که این رویداد به «پدیده اخبار جهانی» تبدیل شد.

## تاریخچه
سواین توضیح داد که ایده این گروه، از اینجا شکل گرفت که به خاطر خستگی ناشی از قرنطینه، به دنبال انجام دادن کاری هیجان‌انگیز بود و به همین علت گروه را تشکیل داد. البته جاش توضیح داد که هرگز انتظار نداشت که به این مقدار از این شوخی استقبال شود.

## رویداد
در روز مشخص شده، نزدیک به هزار نفر، از جمله حداقل ۵۰ نفر با نام جاش، در Air Park جمع شدند. شرکت کنندگان از برخی مناطق نیویورک، واشینگتن و تگزاس بودند. برخی از آنها لباس ابرقهرمانی و جنگ ستارگان را به تن داشتند. دیگران با لباس‌های دست‌ساز ، شامل زره بدن ساخته شده از جعبه جا نوشابه ای، بسته‌بندی فست فود و … جمع شدند